# کیوموری ۴۳۷۵
سیارک ۴۳۷۵ (به انگلیسی: 4375 Kiyomori، نامگذاری:1987DQ) چهار هزار و سیصد و هفتاد و پنجمین سیارک کشف شده‌است که در ۲۸ فوریه ۱۹۸۷ کشف شد.
قدر مطلق سیارک برابر ۱۲٫۷۰ است.